# Yuka Nakagawa
Yuka Nakagawa (中川有香 Nakagawa Yūka) is een personage uit de film Battle Royale. Ze werd gespeeld door actrice Satomi Hanamura.

## Voor Battle Royale
Yuka was een leerling van de fictieve Shiroiwa Junior High School. Ze was een beetje mollig en stond bekend als de clown van de klas. Ze was goed in tennis.

Hoewel ze dezelfde achternaam had als klasgenoot Noriko Nakagawa, waren ze geen familie van elkaar.

## Battle Royale
Yuka kreeg als wapen een machinegeweer en was een van de meiden die met Yukie Utsumi naar de vuurtoren ging. Ze stierf op de tweede dag, omdat Yuko Sakaki bang was voor Shuya Nanahara, die ook in de vuurtoren aanwezig was. Daarom vergiftigde Yuko zijn eten, maar Yukie at het op. Ze stierf als 27ste.